# コヨーテ・ビュート

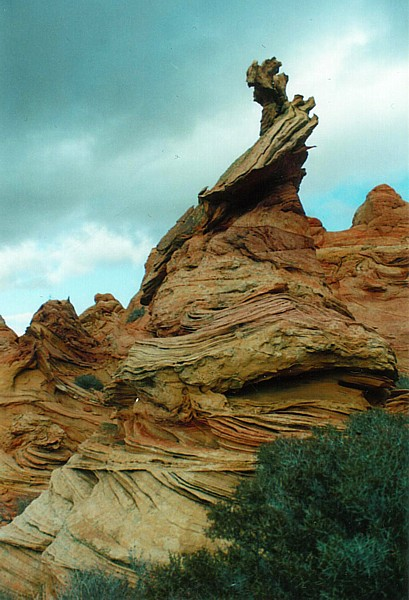
マジッククレスト（サウスエリア）

コヨーテ・ビュート（Coyote Buttes）は、アメリカ合衆国ユタ州カナブとアリゾナ州ページの中間付近にある浸食地形（ビュート）である。連邦土地管理局（BLM）によって管理されているバーミリオンクリフ荒野の一部を成している。ノースとサウスの2つのエリアに分かれ、南北いずれかのエリアを訪れるには入場許可証を購入する必要がある。
コヨーテ・ビュートでは、ジュラ紀ナバホ砂岩の斜交層理と呼ばれる湾曲した地層が風食によって露出している。砂岩の色の変化は、層内の様々な酸化鉄顔料によるものである。このエリアには、ザ・ウェーブなどの奇妙な渦巻き状の侵食岩が見られ、発見された恐竜の足跡の化石とその道筋からは、恐竜の様々な形態と行動が読み取れる。
ザ・ウェーブと鋭利に刻まれた峡谷「バックスキンガルチ」は、国道89号から続く未舗装路「ハウス・ロック・バレー・ロード」の途中にあるトレッキングコースの入り口「ワイヤパス・トレイルヘッド」より入場する。

## 恐竜の足跡
恐竜の足跡の化石は、0.75エーカー (3,000 m2)の範囲に約1億9000万年前に作られた1,000以上の足跡が密集している。そこでは、未確認の竜脚形亜目の足跡に加えて、ユーブロンテス、アンキサウリプスおよびグレーターの3種の異なった足跡が確認されている。

## ギャラリー

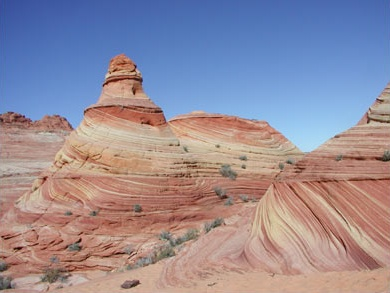
コヨーテ・ビュート
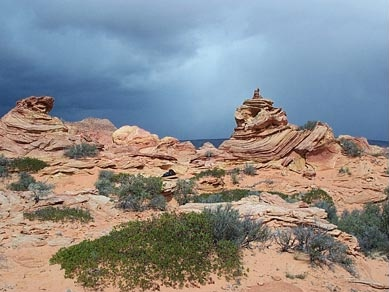
コヨーテ・ビュート
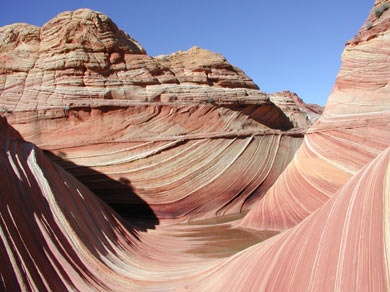
ザ・ウェーブ
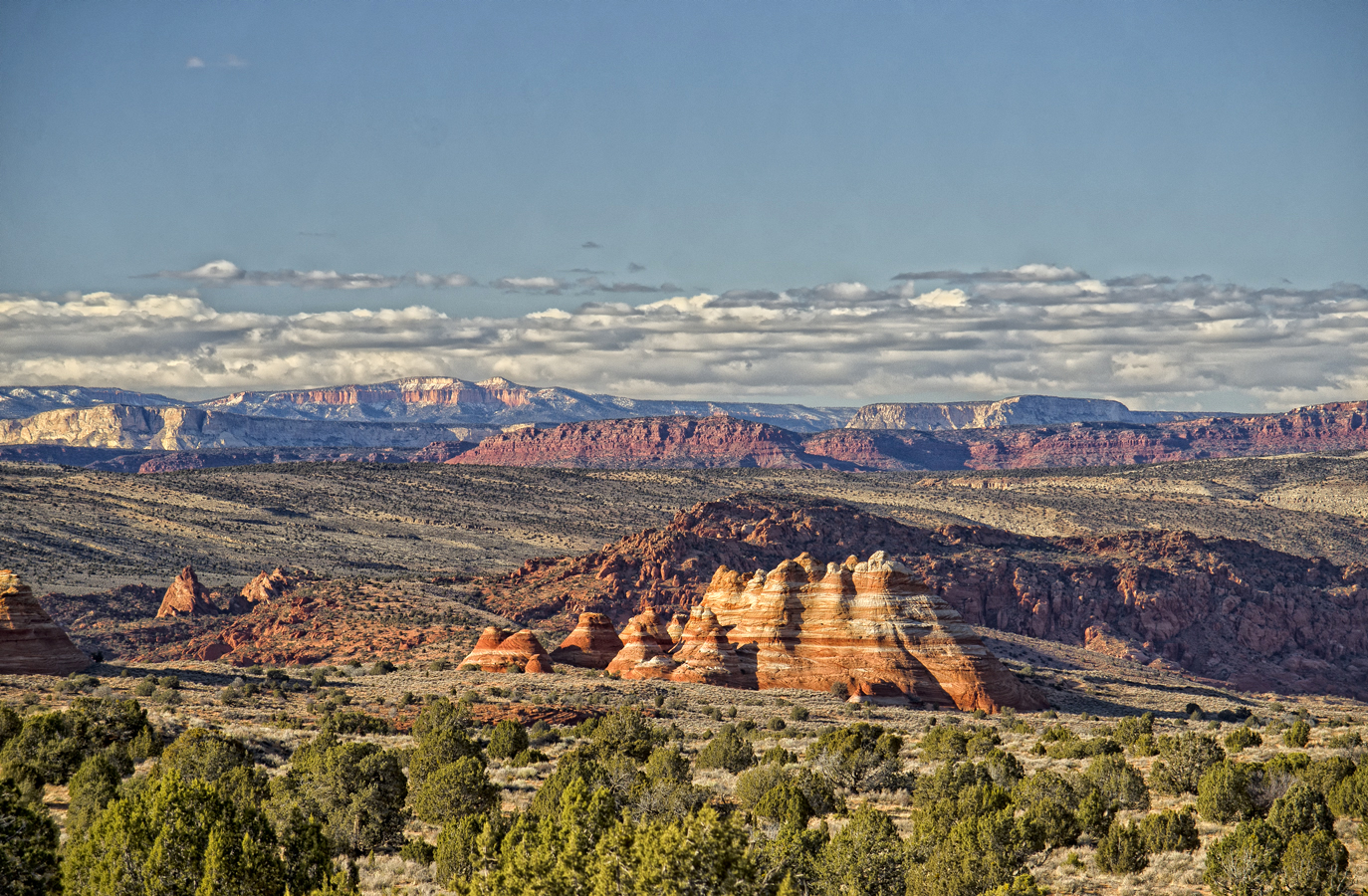
サウスエリアよりノースエリアを望む